# Chanales
Los Chanales (Del Nahuatl Xanatl "Guardián del agua") fueron un pueblo Guachichil que habitaba entre San Luis Potosí y Zacatecas a la llegada de los españoles. Su nombre Xanatl hace referencia a la región que habitaban, ya que vivían a orillas de las lagunas y arroyos al norte de la región llamada Las Salinas, en los actuales municipios mexicanos de Villa de Cos, Santo Domingo, Mazapil y partes de Catorce.
Los chanales tenían una vida seminomada y eran cazadores-recolectores, subsistían de la caza de venado, liebre y otros mamíferos pequeños, aunque también pescaban en las lagunas de la región.
Fueron dominados entre 1590 y 1601 por los capitanes Juan Morlete y Gaspar Duarte de España.